# مقاطعة كوفينغتون (ميسيسيبي)
مقاطعة كوفينغتون هي مقاطعة في مسيسيبي، بلغ عدد سكانها 19٬568  نسمة، في 2010، عاصمتها كولينز، تبلغ مساحتها 1٬075 كيلومتر مربع.

## التاريخ
تأسست مقاطعة كوفينجتون في 5 يناير 1819، أي أقل من عامين بعد أن نالت ولاية ميسيسيبي عضويتها في الاتحاد. عُدت المقاطعة كواحدة من أولى المقاطعات التي أُنشئت من الأراضي الواسعة غير الزراعية في الجزء الشرقي من الولاية. كانت مقاطعة كوفينغتون في البداية تُفصل عن مقاطعتي لورانس وواين، وشملت المناطق التي تُعرف اليوم بمقاطعات جيفرسون ديفيس وكوفينغتون وجونز.
في عام 1823، أصبحت جزء من مقاطعة كوفينغتون، إذا باتت تُعرف بمقاطعة باينبريدج، والتي يُحتمل أن تكون سُمّيت نسبةً إلى ويليام باينبريدج، أحد الأبطال البحريين الأمريكيين خلال حرب 1812 بحسب الأسطورة الشعبيَّة. في عام 1824، ألغت الهيئة التشريعية لميسيسيبي مقاطعة باينبريدج وأعادت أراضيها إلى مقاطعة كوفينغتون.

## الموقع
تشترك في الحدود مع:
- مقاطعة سميث (ميسيسيبي)
- مقاطعة لامار (ميسيسيبي).

## التقسيمات الإدارية
- كولينز.

## أعلام
- إرنست داف